# 里约 (马恩省)
里约（法語：Rieux，法語發音：[ʁijø] ⓘ）是法国马恩省的一个市镇，位于该省西部偏南，属于埃佩尔奈区。

## 地理
里约（48°51'2"N, 3°30'1"E）面积11.56 平方千米，位于法国大東部大區马恩省，该省份为法国东北部内陆省份，北起阿登省，西北接埃纳省，西南接塞纳-马恩省，南至奥布省，东南接上马恩省，东临默兹省。
与里约接壤的市镇（或旧市镇、城区）包括：梅克兰日、莫尔桑、特雷福勒、蒙特尼勒、布里地区迪斯和莫兰。

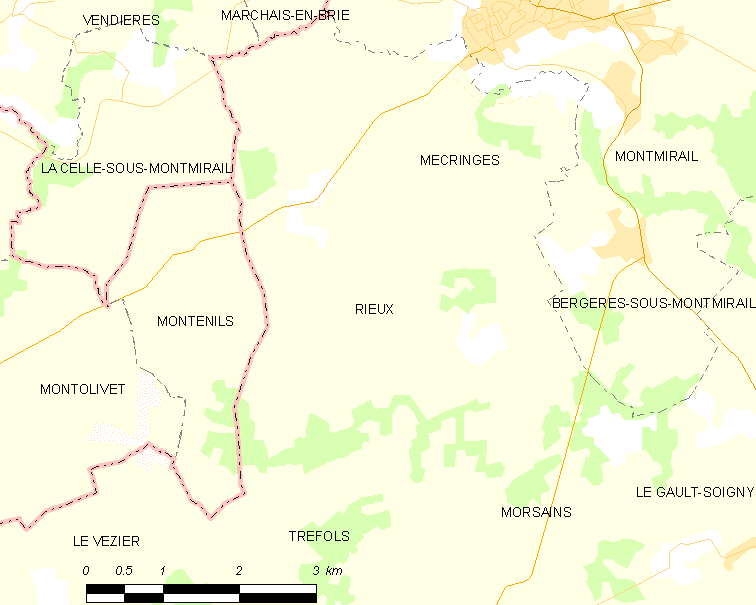
的OSM定位图

里约的时区为UTC+01:00、UTC+02:00（夏令时）。

## 行政
里约的邮政编码为51210，INSEE市镇编码为51460。

## 政治
里约所属的省级选区为塞扎讷-布里-香槟县。

## 人口

1962-2008年间人口变化图示

里约于2022年1月1日时的人口数量为194人。